# Gustavo Gotti
Gustavo Gotti (Córdoba, Argentina; 20 de octubre de 1993) es un futbolista argentino nacionalizado chileno que se desempeña como delantero, extremo derecho o izquierdo. Actualmente es jugador de Cobreloa de la Primera B de Chile.

## Trayectoria

### Instituto de Córdoba
Debutó profesionalmente en el 2011 contra Atlético Policial de Catamarca en una derrota por 4-1. En marzo de 2013 marcó su primer gol en Instituto en una victoria por 3-2 contra Sarmiento.

### Las Palmas
En julio de 2013 es transferido a  Las Palmas por un año a préstamo. Anotó su primer triplete para el club en la victoria por 3-1 contra  Argentino Peñarol en Estadio Mario Alberto Kempes el 27 de septiembre de 2013. Terminó el año como goleador del equipo con 14 tantos (11-torneo y 3-copa argentina).

### Instituto de Córdoba
Tras la finalización del préstamo vuelve a Instituto a las órdenes de "Miliki" Jiménez para afrontar el Nacional B 2014. El 23 de julio de 2014 vuelve al gol tras marcarle el primer tanto a Arsenal de Sarandi por la Copa Argentina ganándole 3 a 1. Convierte su tercer gol en la gloria ante Boca Unidos en Corrientes el 5 de noviembre de 2014 para la fecha 17 de la B Nacional, resultado que termina con victoria para Instituto 2 a 1, Gotti convirtiendo el gol del triunfo en el último minuto del partido (92'min). Gotti convierte su 4.º gol en Instituto por la fecha 21 de la B Nacional ante Aldosivi, siendo su primer gol en Alta Córdoba. El nuevo técnico Carlos Mazzola le demuestra confianza al delantero y lo vuelve a poner de titular en la última fecha (fecha 22) de 2014, Gotti no falla y marca de cabeza su 5.º gol en Instituto para el triunfo 2 a 1 contra Guaraní Antonio Franco de Misiones.En 2015 le marco a Belgrano de Córdoba en la tanda de penales para eleminarlo de la Copa Argentina.Ya con el técnico Chulo Rivoira marca el gol de triunfo (3 a 2) contra Douglas Haig por la fecha 17, ese gol según él es el que más grito ya que lo hizo en el último minuto de local después de una larga sequía. Vuelve a marcar en la victoria de su equipo 2 a 0 antes Club Sportivo Estudiantes por la fecha 19. Gotti había marcado el primer gol con un cabezazo de un córner. En la fecha 22 marca su primer doblete en Instituto vs Los Andes. Continua su racha goleadora al convertirle a Patronato, Juventud Unida, Gimnasia de Jujuy, y Club Sportivo Estudiantes terminado el año con 9 goles para la temporada 2015. En el año 2016 convierte su primer gol del año frente a Talleres de Córdoba (2-1) en un partido amistoso jugado en el Estadio Mario Alberto Kempes.

### Carrera en el fútbol chileno
El miércoles 2 de agosto de 2017 se confirma su fichaje en O'Higgins de Chile. Llega al club de Rancagua por 4 temporadas adquiriendo el 50% de su pase por una cifra cercana a los 600.000 dolares. En O'Higgins tuvo un escaso rendimiento, disputó diez partidos y anotó dos goles en el Torneo de Transición.
En enero de 2018 después de realizar la pretemporada con el club rancagüino, se confirma su llegada en calidad de préstamo a Deportes Temuco por todo el año. En el cuadro araucano no rindió lo esperado, disputando doce partidos y sin marcar goles, por lo que su préstamo termina finalizando el primer semestre. Fue cedido por el resto del año al cuadro de Unión San Felipe de la Primera B de Chile. Tras pasar el primer semestre de 2019 en O'Higgins sin mucha regularidad, para la segunda rueda es cedido a Deportes Santa Cruz de la misma división. Tras ver minutos con O'Higgins en 2020, para la segunda mitad de la temporada 2021 reforzó los colores de Fernández Vial de la Primera B. En diciembre de 2022, es anunciado como nuevo jugador de Cobreloa.
A finales de 2023, es anunciado como nuevo jugador en el club Rangers de Talca.

## Estadísticas
| Club                           | Div.                 | Temporada            | Liga  | Liga  | Copas nacionales | Copas nacionales | Torneos internacionales | Torneos internacionales | Total | Total |
| Club                           | Div.                 | Temporada            | Part. | Goles | Part.            | Goles            | Part.                   | Goles                   | Part. | Goles |
| ------------------------------ | -------------------- | -------------------- | ----- | ----- | ---------------- | ---------------- | ----------------------- | ----------------------- | ----- | ----- |
| Instituto de Córdoba Argentina | 2.ª                  | 2011-12              | —     | —     | 1                | 0                | —                       | —                       | 1     | 0     |
| Instituto de Córdoba Argentina | 2.ª                  | 2012-13              | 6     | 1     | 1                | 0                | —                       | —                       | 7     | 1     |
| Instituto de Córdoba Argentina | 2.ª                  | 2014                 | 9     | 3     | 2                | 0                | —                       | —                       | 11    | 3     |
| Instituto de Córdoba Argentina | 2.ª                  | 2015                 | 36    | 9     | 2                | 0                | —                       | —                       | 38    | 9     |
| Instituto de Córdoba Argentina | 2.ª                  | 2016                 | 19    | 4     | 2                | 0                | —                       | —                       | 21    | 4     |
| Instituto de Córdoba Argentina | 2.ª                  | 2016-17              | 10    | 3     | 1                | 0                | —                       | —                       | 11    | 4     |
| Instituto de Córdoba Argentina | Total club           | Total club           | 112   | 31    | 9                | 0                | —                       | —                       | 121   | 31    |
| Las Palmas Argentina           | 3.ª                  | 2013-14              | 21    | 11    | 3                | 3                | —                       | —                       | 24    | 11    |
| Las Palmas Argentina           | Total club           | Total club           | 21    | 11    | 3                | 3                | —                       | —                       | 24    | 14    |
| O'Higgins · Chile              | 1.ª                  | 2017                 | 10    | 2     | 1                | 0                | —                       | —                       | 11    | 2     |
| Deportes Temuco · Chile        | 1.ª                  | 2018                 | 11    | 0     | 1                | 0                | —                       | —                       | 12    | 0     |
| Deportes Temuco · Chile        | Total club           | Total club           | 11    | 0     | 1                | 0                | —                       | —                       | 12    | 0     |
| Unión San Felipe · Chile       | 2.ª                  | 2018                 | 14    | 3     | —                | —                | —                       | —                       | 14    | 3     |
| Unión San Felipe · Chile       | Total club           | Total club           | 14    | 3     | 0                | 0                | —                       | —                       | 14    | 3     |
| O'Higgins · Chile              | 1.ª                  | 2019                 | 2     | 0     | —                | —                | —                       | —                       | 2     | 0     |
| Deportes Santa Cruz · Chile    | 2.ª                  | 2019                 | 12    | 8     | —                | —                | —                       | —                       | 12    | 8     |
| Deportes Santa Cruz · Chile    | Total club           | Total club           | 12    | 8     | 0                | 0                | —                       | —                       | 12    | 8     |
| O'Higgins · Chile              | 1.ª                  | 2020                 | 23    | 4     | —                | —                | —                       | —                       | 23    | 4     |
| O'Higgins · Chile              | 1.ª                  | 2021                 | 6     | 1     | —                | —                | —                       | —                       | 6     | 1     |
| O'Higgins · Chile              | Total club           | Total club           | 41    | 7     | 1                | 0                | —                       | —                       | 48    | 7     |
| Fernández Vial · Chile         | 2.ª                  | 2021                 | 15    | 5     | 0                | 0                | —                       | —                       | 15    | 5     |
| Fernández Vial · Chile         | 2.ª                  | 2022                 | 31    | 4     | 1                | 0                | —                       | —                       | 32    | 4     |
| Fernández Vial · Chile         | Total club           | Total club           | 46    | 9     | 1                | 0                | —                       | —                       | 47    | 9     |
| Cobreloa · Chile               | 2.ª                  | 2023                 | 27    | 10    | 7                | 3                | —                       | —                       | 34    | 13    |
| Cobreloa · Chile               | Total club           | Total club           | 27    | 10    | 7                | 3                | —                       | —                       | 34    | 13    |
| Rangers · Chile                | 2.ª                  | 2024                 | 33    | 9     | 3                | 4                | —                       | —                       | 36    | 13    |
| Rangers · Chile                | Total club           | Total club           | 33    | 9     | 3                | 4                | —                       | —                       | 36    | 13    |
| Cobreloa · Chile               | 2.ª                  | 2025                 | 18    | 8     | 6                | 3                | —                       | —                       | 24    | 11    |
| Cobreloa · Chile               | Total 2da etapa club | Total 2da etapa club | 18    | 8     | 6                | 3                | —                       | —                       | 24    | 11    |
| Total en carrera               | Total en carrera     | Total en carrera     | 335   | 96    | 31               | 13               | —                       | —                       | 366   | 109   |
| 1. 2. 3.                       |                      |                      |       |       |                  |                  |                         |                         |       |       |

## Palmarés

### Campeonatos nacionales
| Título    | Equipo   | País  | Año  |
| --------- | -------- | ----- | ---- |
| Primera B | Cobreloa | Chile | 2023 |